# Fire Force (manga)
Pour l’article homonyme, voir Fire Force.
Fire Force (炎炎ノ消防隊, En'en no shōbōtai) est un shōnen manga écrit et dessiné par Atsushi Ōkubo. Il a été prépublié de septembre 2015 à février 2022 dans le magazine Weekly Shōnen Magazine de l'éditeur Kōdansha, et compilés en trente-quatre tomes en mai 2022. La version française est éditée par Kana depuis mai 2017.
Une adaptation en une série télévisée d'animation par le studio David Production est diffusée au Japon entre le 6 juillet et le 28 décembre 2019 dans la case horaire Super Animeism,. La seconde saison a été diffusée du 4 juillet 2020 au 12 décembre 2020 sur Animeism. Une troisième saison est en cours de production pour une diffusion en deux parties distinctes. Dans les pays francophones, ADN, Wakanim et Crunchyroll détiennent les droits de diffusion en simulcast de la série, tandis que Kana Home Video détient les droits pour le DVD et le Blu-ray.

## Synopsis
En l'an 198 du calendrier solaire, le monde fait face au phénomène de combustion humaine où l'humanité peut s'enflammer sans prévenir et se transformer en « torche humaine » (焰ビト, Homura Bito). Les membres des brigades spéciales Fire Force du royaume de Tokyo cherchent à découvrir les raisons de ce phénomène et parmi eux se trouve Shinra Kusakabe, surnommé « le démon », qui intègre la 8e brigade pour éradiquer le phénomène de combustion humaine et découvrir la vérité sur l'incendie ayant coûté la vie à sa mère et son frère, il y a douze ans.

## Personnages

### Les brigades spéciales Fire Force
Les brigades spéciales Fire Force, aussi surnommées les Rayures Bleues, sont des unités formées à l'origine par des membres de l'agence de défense contre le feu, de l'armée de Tokyo ainsi que de l’Église du Saint-Soleil pour lutter contre le feu. Les huit brigades enquêtent sur le phénomène de combustion spontanée et se chargent de purifier les victimes de ces dernières.

#### La8ebrigade spéciale Fire Force
La 8e brigade spéciale Fire Force est une unité située à Tokyo qui, comparée aux autres, compte moins de ressources et de membres depuis sa création. Tout en ayant les mêmes obligations que ces dernières, la 8e brigade a pour tâche supplémentaire de surveiller les autres brigades au cas où certaines d'entre elles dissimuleraient des informations vitales à l'ensemble de l'organisation pour des raisons personnelles.
Shinra Kusakabe (森羅 日下部, Shinra Kusakabe)
Voix japonaise : Gakuto Kajiwara (ja), voix française : Grégory Laisné
Soldat de deuxième classe et détenteur de pouvoirs de troisième génération appartenant à la 8e brigade spéciale Fire Force. Son pouvoir lui permet d'émettre des flammes au niveau de ses pieds grâce auxquelles il peut voler. Douze ans auparavant, il avait été tenu responsable d'un incendie au cours duquel sa mère et son frère cadet y auraient trouvé la mort. Depuis ce jour, il a acquis le surnom de « démon » en particulier à cause de son sourire démoniaque qu'il affiche lorsqu'il est stressé. Malgré cela, il souhaite combattre le phénomène de combustion spontanée et devenir un héros.
Arthur Boyle (アーサー・ボイル, Āsā Boiru)
Voix japonaise : Yūsuke Kobayashi, voix française : Arnaud Laurent
Soldat de deuxième classe et détenteur de pouvoirs de troisième génération appartenant à la 8e brigade spéciale Fire Force. Son pouvoir lui permet d'extraire le plasma de son corps et le concentrer vers la lame de son épée, Excalibur. Persuadé d'être le roi des chevaliers, certains le prennent pour un déséquilibré mais il demeure très fort. Sa relation avec Shinra est très conflictuelle car ce dernier prétend en effet qu'être un héros est plus cool qu'être un chevalier, alors qu'Arthur soutient le contraire. Toutefois, les deux jeunes pompiers n'hésitent pas à faire équipe en cas de coup dur et se soutiennent mutuellement.
Maki Oze (茉希 尾瀬, Maki Oze)
Voix japonaise : Saeko Kamijō (ja), voix française : Nathalie Aranda
Soldat de première classe et détentrice de pouvoirs de deuxième génération appartenant à la 8e brigade spéciale Fire Force. Son pouvoir est de manipuler à sa guise les flammes qui l'entourent mais il ne lui permet pas de créer ses propres flammes elle-même à l'inverse de Shinra ou d'Arthur. Étant une ancienne militaire de l'armée de Tokyo qu'elle quitta afin de pouvoir aider la population, elle est très talentueuse au combat mais reste un peu fleur bleue même si elle peut s'emporter facilement quand son adversaire la rabaisse à une grosse brute.
Iris (アイリス, Airisu)
Voix japonaise : M.A.O, voix française : Anna Lauzeray Gishi
Bonne sœur sans pouvoirs appartenant à la 8e brigade spéciale Fire Force. Survivante d'un incendie d'une des églises du Saint-Soleil, elle prie lors de l'intervention pour atténuer la douleur des victimes transformées en Torches Humaines.
Akitaru Ōbi (秋樽 桜備, Akitaru Ōbi)
Voix japonaise : Kazuya Nakai, voix française : Laurent Blanpain
Capitaine sans pouvoirs de la 8e brigade spéciale Fire Force, ancien pompier, Ōbi fonda la 8e brigade avec Hinawa pour préserver le sens du devoir, qui lui est cher : sauver des vies. C'est un capitaine très respecté par sa hiérarchie et ses membres malgré le fait qu'il ne possède aucun pouvoir, il n'en demeure pas moins très robuste grâce à ses séances personnalisées de musculation. Il possède un arsenal pour combler son manque de pouvoir ( bouclier, ar mûre et mitraillette)
Takehisa Hinawa (武久 火縄, Takehisa Hinawa)
Voix japonaise : Ken'ichi Suzumura, voix française : Tony Marot
Commandant et détenteur de pouvoirs de deuxième génération appartenant à la 8e brigade spéciale Fire Force, son pouvoir est de manipuler les balles des armes à feu. Ancien militaire de l'armée de Tokyo qu'il quitta après avoir été témoin de la transformation en Torche Humaine d'un camarade, il se joint à Ōbi qu'il rencontre pour fonder la 8e brigade. C'est un utilisateur de feu de la  deuxième génération et un vétéran militaire sérieux et solide. Hinawa est un homme très discipliné et strict envers ses membres mais cela est atténué par son goût vestimentaire particulier.
Tamaki Kotatsu (環 古達, Tamaki Kotatsu)
Voix japonaise : Aoi Yūki, voix française : Valérie Bachère
Soldat de deuxième classe et détentrice de pouvoirs de troisième génération appartenant à la 1re brigade spéciale Fire Force avant d'être forcée de rejoindre la 8e à la suite d'un incident dont elle est responsable. Son pouvoir est d'utiliser ses flammes pour obtenir des facultés comparable à un chat comme être agile et grimper aux murs après les avoir transformés en oreilles, griffes et queue de chat. Tamaki est d'un caractère bien trempé mais est une vraie malchanceuse, ce qui la met malheureusement dans des situations parfois embarrassantes et obscènes.
Victor Licht (ヴィクトル・リヒト, Vikutoru Rihito)
Voix japonaise : Daisuke Sakaguchi, voix française : Vincent de Boüard
À l'origine responsable des recherches sur le feu chez Hajima Industries, il fut affecté à la 8e brigade sur ordre du gouvernement en tant qu'officier scientifique. Victor est un scientifique fou obsédé par l'Adora Burst. On apprend très tôt qu'il est un espion d'Hajima tout en étant en cheville avec le Joker. Pourtant, avec le temps, il devient un allié très précieux de la 8e.
Vulcan Joseph (ヴァルカン・ジョゼフ, Varukan Jozefu)
Voix japonaise : Taku Yashiro (ja), voix française : Laurent Gris
Ingénieur autrefois connu sous le nom de dieu du feu et de la forge qui ne fait pas confiance aux brigades spéciales Fire Force et à Haijima en raison d'un passé tragique concernant sa famille. Il peut concevoir des équipements très efficaces et est d'un caractère jovial. Son souhait est de rebâtir un monde où l'énergie ne dépendrait plus des flammes, mais de la nature.
Risa Isaribe (リサ・漁辺, Risa Isaribe)
Voix japonaise : Ayaka Asai (ja), voix française : Estelle Darazi

#### La1rebrigade spéciale Fire Force
La 1re brigade dépend entièrement de l'église du Saint-Soleil. Son quartier général est une cathédrale et tout ses membres sont des religieux. Un nombre anormal de torches humaines étant apparu dans leur secteur, la 8e brigade a envoyé Shinra et Arthur les infiltrer afin de déterminer si l'un des membres de la 1re serait responsable de cet anomalie.
Leonardo Barns (レオナルド・バーンズ, Reonarudo Bānzu)
Voix japonaise : Taiten Kusunoki (ja), voix française : Philippe Roullier
Le capitaine de la 1re brigade est un troisième génération imposant, borgne qui semble en savoir long sur l'incendie qu'a vécu Shinra enfant. Afin de lui tirer les vers du nez, le jeune pompier affrontera son supérieur lors du stage des nouvelles recrues et se fera battre à plate couture. On apprendra plus tard que son pouvoir est de déclencher des ondes de chocs avec son corps. Il semble sincèrement apprécier Shinra et lui a caché la vérité pour qu'il ait une vie normale.
Karim Fulham (カリム・フラム, Karimu Furamu)
Voix japonaise : Kazuyuki Okitsu, voix française : Benoît Fort
Commandant de la 1re brigade. C'est un homme taciturne qui contrairement à ces collègues est un seconde génération. Son pouvoir est la réfrigération acoustique: il peut absorber des flammes à l'aide d'un curieux instrument qui transforme la chaleur en son puis le son en air froid (en glace plus précisément). Shinra et Arthur le soupçonneront un temps d'être responsable des meurtres d'enfant par combustion spontanée mais découvriront qu'il traque également le coupable. Finalement, il les aidera à neutraliser Rekka et assistera au meurtre de son ami ce qui l'affectera beaucoup.
Rekka Hoshimiya (烈火 星宮, Rekka Hoshimiya)
Voix japonaise : Tomokazu Seki, voix française : Alan Aubert
Commandant de la 1re brigade. Aussi enthousiaste que Karim est renfrogne, Rekka est un troisième génération énergique très populaire, pour lequel Tamaki a un faible. Il s'avère être un membre des hommes en blanc responsable des meurtres par combustion spontanée dans le secteur de sa brigade. Shinra l'affrontera lorsqu'il essaiera d'enflammer des enfants à l'aide de mystérieux insectes. Finalement figé dans un bloc de glace par Karim il se fera assassiner par Arrow.
Foyen Lee (フォイェン・リィ, Foien Rī)
Voix japonaise : Satoshi Hino (ja), voix française : Maxime Hoareau
Commandant de la 1re brigade. Troisième génération placide dont on ignore encore la nature de ces pouvoirs et qui sert surtout d'arbitre entre Rekka et Karim. Il sauvera d’ailleurs la vie de ce dernier lors de l'arrestation de Rekka et perdra un bras dans l'opération.
Onyango (オニャンゴ, Onyango)
Voix japonaise : Katsuhisa Hōki (ja), voix française : Antoine Tomé
Ancien commandant de  la 1re brigade, parti à la retraite. Il est rappelé par Barns pour remplacer Rekka.

#### La2ebrigade spéciale Fire Force
La 2e brigade est sous l'autorité de l'armée de Tokyo.
Gustaf Honda (グスタフ 本田, Gusutafu Honda)
Voix japonaise : Takaya Hashi (ja), voix française : Antoine Tomé
Capitaine de la 2e brigade et détenteur de pouvoir de troisième génération capable de générer des flammes avec sa tête. Bien qu'étant de petite taille et assez costaud, il n'en est pas moin capable de faire d'incroyables acrobaties afin d'attaquer ses ennemis qu'il s'agisse de torches humaines ou des hommes en blanc. D'apparence stricte et sévère, il sait néanmoins faire preuve de bienveillance à l'égard de ses subordonnés, notamment Takeru Noto.
Takeru Noto (武 能登, Takeru Noto)
Voix japonaise : Katsuyuki Konishi, voix française : Vincent de Boüard
Soldat de deuxième classe et détenteur de pouvoirs de troisième génération né dans une famille de cultivateur de la péninsule chinoise. Il a intégré la 2e brigade dans l'espoir de se débarrasser de ce don qu'il considère comme une malédiction (il est pyrophobe). Malgré sa peur du feu, il n'en demeure pas moins un pyrokinésiste très puissant faisant prendre aux flammes qu'il crée la forme d'obus explosifs. Il a un faible pour Tamaki.

#### La3ebrigade spéciale Fire Force
La 3e brigade travaille pour Haijima. Alors qu'Ōbi était encore simple pompier et qu'Hinawa était encore soldat, ils ont assisté à une intervention de cette unité. Le manque de compassion envers les torches humaines affiché par les membres de la 3e a incité Ōbi à fonder sa propre brigade. Il est finalement révélé que la 3e est infiltrée par les « hommes en blanc » mais que cette information est dissimulée du grand public par Haijima afin d'éviter un scandale.
Dr. Giovanni (Dr.ジョヴァンニ, Dokutā Jovanni)
Voix japonaise : Yutaka Aoyama (ja), voix française : Jean-Pierre Leblan
Capitaine de la 3e brigade et détenteur de pouvoir de deuxième génération qui dissimule son visage derrière un masque rappelant celui des médecins de la peste. Apparemment tout dévoué à Haijima, il essaie de recruter Vulcan pour le compte de cette dernière mais le jeune homme refuse sèchement. On apprend à cette occasion que Giovanni a été l'apprenti du grand-père de Vulcan mais quand celui ci ainsi que le père de Vulcan sont morts à cause du phénomène de combustion spontanée, il a rejoint Haijima. Peu de temps après, Giovanni dévoile son vrai visage comme étant l'un des leaders des hommes en blanc et mènera un assaut sur l'atelier de Vulcan afin de récupérer la clé d'Amaretsu avec l'aide de Risa qui était son espionne depuis le début ce qui laisse à penser qu'il a tenu le même rôle auprès de son ancien mentor et qu'il est sans doute responsable de sa mort ainsi que celle de son fils. Après cela, il disparaîtra avec ses complices et affrontera Ōbi et Vulcan dans les égouts.
Flail (フレイル, Fureiru)
Voix japonaise : Kenji Nomura, voix française : Frédéric Souterelle
Troisième génération capable de faire apparaître un fléau de feu. Il est un homme en blanc infiltré dans la 3e brigade. Lors de l'assaut sur l'atelier de Vulcan, il fait équipe avec Mirage contre Arthur. Il réapparaît lors de l'expédition de la 8e brigade dans les égouts où il affronte Maki qui finira par le vaincre.
Mirage (ミラージュ, Mirāju)
Voix japonaise : Susumu Chiba, voix française : Christophe Seugnet
Troisième génération capable de faire apparaître des illusions. Il est un homme en blanc infiltré dans la 3e brigade. Lors de l'assaut sur l'atelier de Vulcan, il fait équipe avec Flail contre Arthur. Lors de l'expédition de l'expédition de la 8e brigade dans les égouts, il tente d'assassiner Hinawa qui venait de triompher d'Arrow. Arthur intervient et finira par le tuer.

#### La4ebrigade spéciale Fire Force
Cette unité est sous l'autorité de l'Agence de Défense contre le Feu regroupant l'école de pompiers dans laquelle Shinra et Arthur y ont fait leur formation.
Sōichirō Hague (蒼一郎 アーグ, Sōichirō Āgu)
Voix japonaise : Chō (ja), voix française : Antoine Tomé
Paat Koh Parn (パート・コ・パーン, Pāto Ko Pān)
Voix japonaise : Daisuke Ono
Ogun Montgomery (オグン・モンゴメリ, Ogun Mongomeri)
Voix japonaise : Makoto Furukawa (en)

#### La5ebrigade spéciale Fire Force
La 5e brigade est sous les ordres d'Haijima. La 8e entrera en conflit avec cette unité afin de déterminer qui des deux groupes devait s'occuper d'une torche humaine parlante. La 5e l'emportera, mais plus tard elle sera la cible d'une attaque en règle de la 8e. À l'issue de cette bataille , les deux brigades deviendront alliés.
Princesse Hibana (プリンセス火華, Purinsesu Hibana)
Voix japonaise : Lynn, voix française : Bérangère Rochet
Tōru Kishiri (トオル 岸理, Tōru Kishiri)
Voix japonaise : Kengo Kawanishi, voix française : Victor Niverd

#### La6ebrigade spéciale Fire Force
Comme la 1re brigade, cette unité est sous l'autorité de l'église du Saint-Soleil. Toutefois, elle s'apparente plus à un hôpital qu'à une église. Shinra s'y fera soigner après un violent affrontement contre son frère, Shō.
Kayoko Huang (火代子 黄, Kayoko Hoan)
Voix japonaise : Sayaka Ohara, voix française : Melanie Anne
Asako Hague (アサコ アーグ, Asako Āgu)
Voix japonaise : Hisako Kanemoto, voix française : Jessie Lambotte

#### La7ebrigade spéciale Fire Force
Contrairement à toutes les autres brigades, celle-ci ne dépend d'aucune organisation que ce soit l'armée, Haijima ou l'Église du Saint-Soleil. Elle est essentiellement composée de membres de l'unité d'auto défense du quartier d'Asakusa ou elle opère. Suspectant la présence des « hommes en blanc » à Asakusa, la 8e brigade ira enquêter sur place. Après une violente confrontation avec des membres de la secte, les deux compagnies deviendront alliées. 
Benimaru Shinmon (新門　紅丸, Shinmon Benimaru)
Voix japonaise : Mamoru Miyano, voix française : Maxime Hoareau
Konro Sagamiya (相模屋 紺炉, Sagamiya Konro)
Voix japonaise : Tomoaki Maeno (ja), voix française : Christophe Seugnet
Hinata & Hikage (ヒナタ＆ヒカゲ, Hinata & Hikage)
Voix japonaise : Hikaru Akao (ja), voix française : Caroline Combes

### L'empire de Tokyo

#### L'Église du Saint-Soleil
Raffless III (ラフルス3世, Rafurusu San Sei)
Voix japonaise : Bin Shimada, voix française : Philippe Roullier
Les ombres du Saint-Soleil (聖陽の影, Seiyō no Kage)
Voix japonaise : Tomoyuki Shimura (ja)

#### Les industries Haijima
Gleo Haijima (グレオ 灰島, Gureo Haijima)
Voix japonaise : Nobuo Tobita (ja)
Yūichirō Kurono (優一郎 黒野, Yūichirō Kurono)
Voix japonaise : Takahiro Sakurai
Nataku Son (ナタク 孫, Nataku Son)
Voix japonaise : Mutsumi Tamura, voix française : Jessie Lambotte

#### L'armée de Tokyo
Danrō Oze (暖郎 尾瀬, Danrō Oze)
Voix japonaise : Tetsu Inada
Takigi Oze (滝義 尾瀬, Takigi Oze)
Voix japonaise : Yūki Ono

### Le Grand Prédicateur et les hommes en blanc
Principaux antagonistes de la série, les hommes en blanc sont les disciples du Grand Prédicateur, un être mystérieux qui a pour objectif de déclencher une nouvelle Grande Catastrophe et faire de la Terre un nouveau soleil. Ils constituent une secte organisée en plusieurs branches regroupant des deuxièmes et troisième générations et qui semble avoir infiltrée tous les niveaux de l'empire. 

#### Les Chevaliers de la Flamme cendrée
Shō Kusakabe (象 日下部, Shō Kusakabe)
Voix japonaise : Māya Sakamoto, voix française : Estelle Darazi
Il est le petit frère de Shinra Kusakabe
Arrow (アロー, Arō)
Voix japonaise : Yumi Uchiyama, voix française : Fanny Blanchard
Yona (ヨナ, Yona)
Voix japonaise : Yoshitsugu Matsuoka, voix française : Cédric Lemaire
Haran (ハラン, Haran)
Voix japonaise : Itaru Yamamoto (ja), voix française : Frédéric Souterelle
Assault (アサルト, Asaruto)
Voix japonaise : Chikahiro Kobayashi (ja), voix française : Jean-Pierre Leblan
Haumea (ハウメア, Haumea)
Voix japonaise : Rie Kugimiya, voix française : Caroline Combes
Charon (カロン, Karon)
Voix japonaise : Hiroki Yasumoto, voix française : Frédéric Souterelle
Inka Kasugatani (因果 春日谷, Inka Kasugatani)
Voix japonaise : Miyuri Shimabukuro (ja)

#### Les Chevaliers de la Nuée violatre
Ritsu (リツ, Ritsu)
Voix japonaise : Rumi Ōkubo (ja)
Orochi (オロチ, Orochi)
Voix japonaise : Shizuka Itō
Iron (アイアン, Aian)
Voix japonaise : Yasuhiro Mamiya (ja)
Sasori (サソリ, Sasori)
Voix japonaise : Akinori Egoshi (ja)

#### Les Exterminateurs
Gold (ゴルド, Gorudo)
Voix japonaise : Yōko Hikasa
Dragon (ドラゴン, Doragon)
Voix japonaise : Masaki Aizawa
Stream (ストリーム, Sutorīmu)

#### L’unité spéciale exécutive de la Grande Catastrophe
Fairy (フェアリー, Faerī)

### La péninsule chinoise
La dame en noir (黒の女, Kuro no Onna)
Voix japonaise : Atsumi Tanezaki
Scop (スコップ, Skoppu)
Voix japonaise : Kentarō Itō
Tempeh (テンペ, Tenpe)
Voix japonaise : Hideyuki Hori

### Autres personnages
Joker (ジョーカー, Jōkā)
Voix japonaise : Kenjiro Tsuda, voix française : Charles Mendiant
Setsuo Miyamoto (節男 宮本, Setsuo Miyamoto)
Voix japonaise : Kanehira Yamamoto (ja), voix française : Charles Mendiant
Yū (ユウ, Yū)
Voix japonaise : Shōya Chiba (ja), voix française : Cédric Lemaire
Hibachi Shinmon (新門　火鉢, Shinmon Hibachi)

## Productions et supports

### Manga

#### Publication

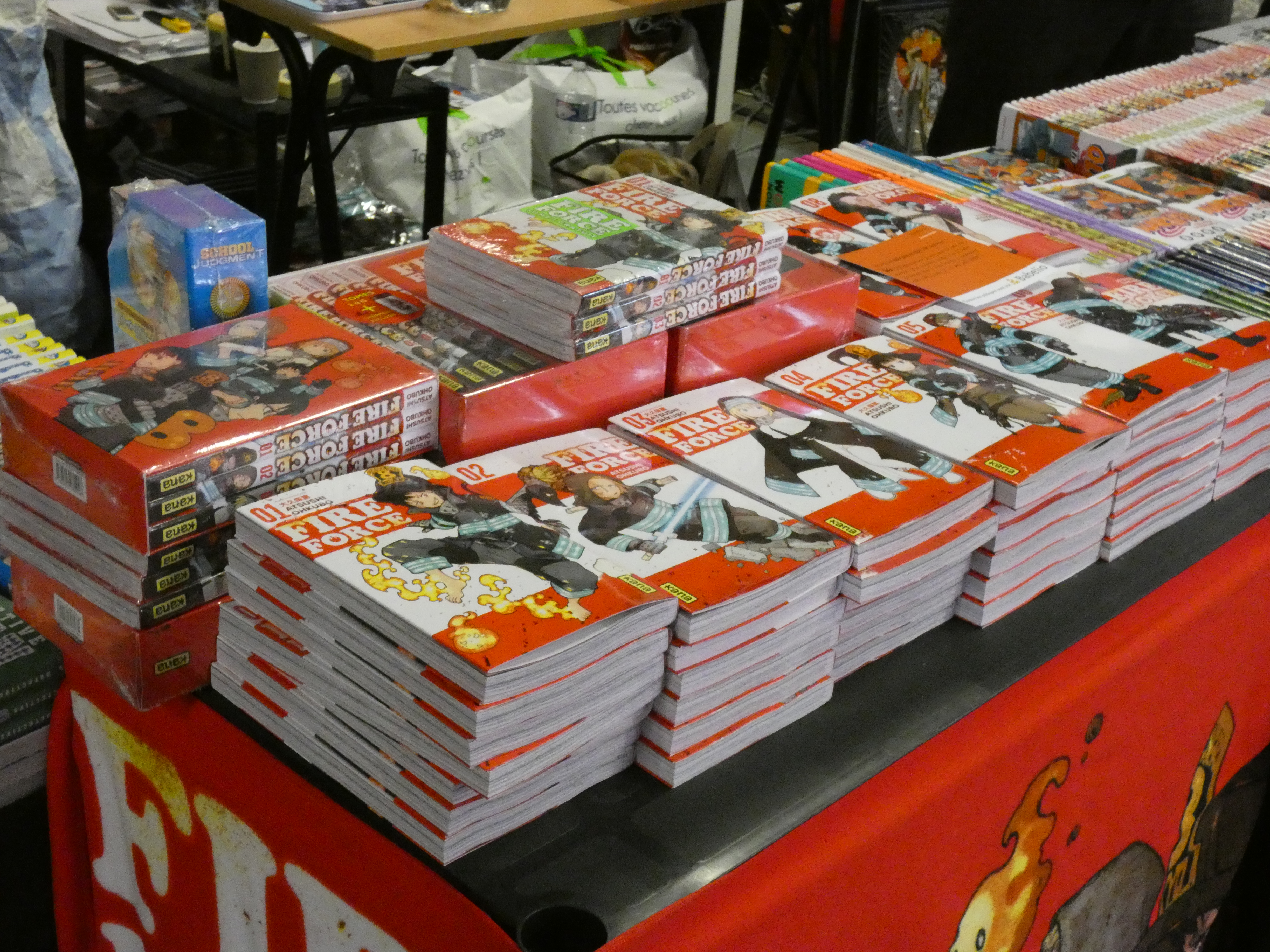
Piles de mangas Fire Force au Salon du livre et de la presse jeunesse de Montreuil en 2018.

Dessinée par Atsushi Ōkubo, Fire Force est lancée dans le 43e numéro du magazine de prépublication de shōnen manga Weekly Shōnen Magazine, sorti le 23 septembre 2015,. En mai 2020, l'auteur annonce que la fin de la série était proche et qu'il pourrait s'agir de son dernier manga. Le dernier arc débute en octobre 2021 et se conclut en février 2022,. Les chapitres sont rassemblés et édités dans le format tankōbon par Kōdansha avec le premier volume publié en février 2016 ; la série compte trente-quatre volumes tankōbon.
La version française est publiée par Kana depuis le 19 mai 2017. La série est également publiée en version anglaise par Kodansha Comics USA, en italien par Panini Planet Manga, en allemand par Tokyopop Manga et en espagnol par Norma Editorial.
| Arc | Titre                                                     | Chapitre de début | Chapitre de fin |
| --- | --------------------------------------------------------- | ----------------- | --------------- |
| 1   | Introduction                                              | Chapitre 0        | Chapitre 12     |
| 2   | VS. la 5e brigade spéciale Fire Force                     | Chapitre 13       | Chapitre 20     |
| 3   | VS. la 1re brigade spéciale Fire Force                    | Chapitre 21       | Chapitre 32     |
| 4   | La Recherche du Grand Prédicateur                         | Chapitre 33       | Chapitre 38     |
| 5   | Asakusa                                                   | Chapitre 39       | Chapitre 51     |
| 6   | la 3e brigade spéciale Fire Force                         | Chapitre 52       | Chapitre 62     |
| 7   | Entrainement à Asakusa                                    | Chapitre 63       | Chapitre 66     |
| 8   | Les Souterrains                                           | Chapitre 67       | Chapitre 90     |
| 9   | Le Calendrier sexy et la Vie quotidienne de la 8e brigade | Chapitre 91       | Chapitre 92     |
| 10  | VS. la 4e brigade spéciale Fire Force                     | Chapitre 93       | Chapitre 99     |
| 11  | Le 5e pilier                                              | Chapitre 100      | Chapitre 111    |
| 12  | La Péninsule chinoise                                     | Chapitre 112      | Chapitre 122    |
| 13  | VS. l'Église du Saint-Soleil                              | Chapitre 123      | Chapitre 133    |
| 14  | Haijima                                                   | Chapitre 134      | Chapitre 147    |
| 15  | Les Tourments d'Iris                                      | Chapitre 148      | Chapitre 151    |
| 16  | L'Enquête dans les souterrains                            | Chapitre 152      | Chapitre 166    |
| 17  | Les Stigmates                                             | Chapitre 167      | Chapitre 176    |
| 18  | Le Sauvetage d'Ōbi et la prison de Fuchū                  | Chapitre 177      | Chapitre 197    |
| 19  | Le couvent Saint-Raffless                                 | Chapitre 198      | Chapitre 201    |
| 20  | La Grande Aventure du Roi des Chevaliers                  | Chapitre 202      | Chapitre 205    |
| 21  | Les Derniers préparatifs                                  | Chapitre 206      | Chapitre 210    |
| 22  | VS. la Torche Humaine géante et 3 mois plus tard          | Chapitre 211      | Chapitre 219    |
| 23  | La bataille décisive d’Asakusa                            | Chapitre 220      | Chapitre 229    |
| 24  | La Vierge Mari et le Sauveur                              | Chapitre 230      | Chapitre 239    |
| 25  | La bataille décisive d’Amaterasu                          | Chapitre 240      | Chapitre 255    |
| 26  | Dragon Question                                           | Chapitre 256      | Chapitre 272    |
| 27  | Les Doppelgängers                                         | Chapitre 273      | Chapitre 285    |
| 28  | Adora                                                     | Chapitre 286      | Chapitre 302    |
| 29  | Épilogue                                                  | Chapitre 303      | Chapitre 304    |

### Anime

Logo original de la série d'animation.

Une adaptation en une série télévisée d'animation a été révélée par le studio David Production en novembre 2018,. Celle-ci est réalisée par Yuki Yase avec les scripts écrits par Yamato Haishima sur la première saison, les character designs de Hideyuki Morioka et la bande originale composée par Kenichiro Suehiro,. La première saison est diffusée au Japon entre le 6 juillet et le 28 décembre 2019 dans la case horaire Super Animeism,. Elle est composée de 24 épisodes répartis dans sept coffrets Blu-ray/DVD.
La production a annoncé l'annulation de la diffusion du 3e épisode le 19 juillet 2019, qui était prévu dans la même soirée, par respect aux victimes du tragique incendie criminel de Kyoto Animation le 18 juillet 2019,. La diffusion sera reprise le 27 juillet 2019. La chaîne MBS a indiqué que le 3e épisode a subi des modifications au niveau de la couleur des scènes avec des flammes et de la narration ; elle n'a pas mentionné d'autre épisode que le 3e nécessitant des modifications mais elle a tout de même déclaré qu'« à partir du 4e épisode, nous traiterons [des situations similaires] en conséquence ».
Une seconde saison a été annoncée juste après la diffusion du dernier épisode de la première saison, le 28 décembre 2019, celle-ci est diffusée du 4 juillet 2020 au 12 décembre 2020. Le casting reste inchangé mais au niveau du staff technique, seuls le réalisateur Yuki Yase et scénariste Yamato Haishima de la première saison sont remplacés aux deux postes par Tatsuma Minamikawa. La série est composée de 24 épisodes répartis dans quatre coffrets Blu-ray et huit coffrets DVD,.
Une troisième saison a été annoncée le 16 mai 2022 en célébration de la sortie du tome 34. Elle est programmée pour être diffusée en deux parties, l’une dès le 5 avril 2025 et l’autre dès janvier 2026. Tatsuma Minamikawa reprend le poste de réalisateur et le script est assuré pour cette saison par Sei Tsuguta . La première partie de la série est composée de 12 épisodes répartis sur un coffret  Blu-ray.
ADN, Wakanim détiennent les droits pour les deux premières saisons et Crunchyroll détiennent l’intégralité des droits de diffusion en simulcast de la série dans les territoires francophones dans lesquelles ils sont disponibles,. Kana Home Video détient les droits des deux premières saisons pour le DVD/Blu-ray. En France, la chaîne J-One diffuse également la première saison en version originale sous-titré français depuis le 8 juillet 2019 ; la seconde saison est diffusée depuis le 15 juillet 2020. Puis la chaine Game One finit par diffuser la première saison en version française dès le 25 janvier 2021. Funimation diffuse la série en Amérique du Nord et dans les Îles Britanniques. Crunchyroll la diffuse également dans ces territoires, mais aussi en Australie, en Nouvelle-Zélande, en Afrique du Sud, dans les pays nordiques et aux Pays-Bas,.

#### Liste des épisodes
| Saison 1                        | Saison 1                                              | Saison 1                                                                                | Saison 1              |
| No                              | Titre de l'épisode en français                        | Titre original                                                                          | Date de 1re diffusion |
| ------------------------------- | ----------------------------------------------------- | --------------------------------------------------------------------------------------- | --------------------- |
| 1                               | Shinra Kusakabe s'engage dans la Fire Force           | 森羅 日下部、入隊 Shinra Kusakabe, nyūtai                                               | 6 juillet 2019        |
| [Chapitres 0-1] –               |                                                       |                                                                                         |                       |
| 2                               | Le Cœur d'un membre de la Fire Force                  | 消防官の心 Shōbōkan no kokoro                                                           | 13 juillet 2019       |
| [Chapitres 2-3-4] –             |                                                       |                                                                                         |                       |
| 3                               | Le tournoi des nouvelles recrues                      | 消防官新人大会 Shōbōkan shinjin taikai                                                  | 27 juillet 2019       |
| [Chapitres 5-6-7-8-9] –         |                                                       |                                                                                         |                       |
| 4                               | Le Héros et la Princesse                              | ヒーローと姫 Hīrō to hime                                                               | 3 août 2019           |
| [Chapitres 9-10-11-12] –        |                                                       |                                                                                         |                       |
| 5                               | Début des hostilités                                  | 開戦 Kaisen                                                                             | 10 août 2019          |
| [Chapitres 13-14-15-16-17] –    |                                                       |                                                                                         |                       |
| 6                               | La Promesse de Hibana                                 | 約束の火華 Yakusoku no Hibana                                                           | 17 août 2019          |
| [Chapitres 17-18-19-20] –       |                                                       |                                                                                         |                       |
| 7                               | Début de l'enquête sur la 1re brigade                 | 第１調査開始 Dai ichi chōsa kaishi                                                      | 24 août 2019          |
| [Chapitres 20-21-22-23-24] –    |                                                       |                                                                                         |                       |
| 8                               | L'Insecte des flammes                                 | 焰の蟲 Homura no mushi                                                                  | 31 août 2019          |
| [Chapitres 24-25-26-27-28] –    |                                                       |                                                                                         |                       |
| 9                               | Un mal de plus en plus grand                          | 燃え拡がる悪意 Moehirogaru akui                                                         | 7 septembre 2019      |
| [Chapitres 28-29-30-31-32] –    |                                                       |                                                                                         |                       |
| 10                              | Promesse                                              | 約束 Yakusoku                                                                           | 14 septembre 2019     |
| [Chapitres 33-34-35] –          |                                                       |                                                                                         |                       |
| 11                              | La formation de la 8e brigade - Un redoutable pompier | 第８特殊消防隊結成 - 最強の火消し Dai hachi tokushu shōbōtai kessei - Saikyō no hikeshi | 21 septembre 2019     |
| [Chapitres 36-37-38-39] –       |                                                       |                                                                                         |                       |
| 12                              | La nuit avant la bataille d'Asakusa                   | 浅草開戦前夜 Asakusa kaisen zenya                                                       | 12 octobre 2019       |
| [Chapitres 40-41-42-43] –       |                                                       |                                                                                         |                       |
| 13                              | Piège                                                 | 仕組まれた罠 Shikumareta wana                                                           | 19 octobre 2019       |
| [Chapitres 43-44-45-46-47] –    |                                                       |                                                                                         |                       |
| 14                              | Des flammes au service de l'humanité                  | 誰が為の炎 Dagatame no honō                                                             | 26 octobre 2019       |
| [Chapitres 47-48-49-50-51] –    |                                                       |                                                                                         |                       |
| 15                              | Le Rêve d'un forgeron                                 | 鍛冶屋の夢 Kajiya no yume                                                               | 2 novembre 2019       |
| [Chapitres 51-52-53-54-55] –    |                                                       |                                                                                         |                       |
| 16                              | Nous sommes une famille                               | 俺たちは家族 Ore-tachi wa kazoku                                                        | 9 novembre 2019       |
| [Chapitres 55-56-57-58-59] –    |                                                       |                                                                                         |                       |
| 17                              | Noir, blanc et gris                                   | 黒と白と灰色 Kuro to shiro to haiiro                                                    | 16 novembre 2019      |
| [Chapitres 59-60-61-62-63] –    |                                                       |                                                                                         |                       |
| 18                              | Le Secret de l'allumage                               | 発火の極意 Hakka no gokui                                                               | 23 novembre 2019      |
| [Chapitres 63-64-65-66] –       |                                                       |                                                                                         |                       |
| 19                              | Vers les souterrains                                  | 地下への Nezā he no                                                                     | 30 novembre 2019      |
| [Chapitres 66-67-68-69-70-71] – |                                                       |                                                                                         |                       |
| 20                              | Avec fierté                                           | 誇りを纏って Hokori o matotte                                                           | 7 décembre 2019       |
| [Chapitres 69-70-71-72-73-74] – |                                                       |                                                                                         |                       |
| 21                              | Connexion                                             | 繋がる者 Tsunagaru mono                                                                 | 14 décembre 2019      |
| [Chapitres 75-76-77-78-79] –    |                                                       |                                                                                         |                       |
| 22                              | Obstination                                           | 兄の意地 Ani no iji                                                                     | 21 décembre 2019      |
| [Chapitres 79-80-81-82-83] –    |                                                       |                                                                                         |                       |
| 23                              | Sourire                                               | 笑顔 Egao                                                                               | 28 décembre 2019      |
| [Chapitres 84-85-86-87-88] –    |                                                       |                                                                                         |                       |
| 24                              | Passé enflammé                                        | 燃ゆる過去 Moyuru kako                                                                  | 28 décembre 2019      |
| [Chapitres 89-90-92] –          |                                                       |                                                                                         |                       |

| Saison 2                          | Saison 2                                             | Saison 2                                                           | Saison 2              |
| No                                | Titre de l'épisode en français                       | Titre original                                                     | Date de 1re diffusion |
| --------------------------------- | ---------------------------------------------------- | ------------------------------------------------------------------ | --------------------- |
| 1                                 | Un combat de pompiers - Un combat d'hommes           | 消防官の戦い - 消防官の戦い Shōbōkan no tatakai - Otoko no tatakai | 4 juillet 2020        |
| [Chapitres 91-92-filler] –        |                                                      |                                                                    |                       |
| 2                                 | Les Flammes de la folie                              | 狂気の炎 Kyōki no honō                                             | 11 juillet 2020       |
| [Chapitres 93-94-95-96-97-98] –   |                                                      |                                                                    |                       |
| 3                                 | Une nouvelle braise                                  | 新たな火種 Aratana hidane                                          | 18 juillet 2020       |
| [Chapitres 99-100-101-102] –      |                                                      |                                                                    |                       |
| 4                                 | Recherche dans les flammes                           | 火中模索 Kachū mosaku                                              | 25 juillet 2020       |
| [Chapitres 103-104-105-106] –     |                                                      |                                                                    |                       |
| 5                                 | Le Kata du démon - Le plan                           | 悪魔の型 - 秘策 Koruna - Hisaku                                    | 1er août 2020         |
| [Chapitres 106-107-108-109-110] – |                                                      |                                                                    |                       |
| 6                                 | Choix                                                | 選択の時 Sentaku no toki                                           | 8 août 2020           |
| [Chapitres 110-111-112] –         |                                                      |                                                                    |                       |
| 7                                 | En route vers l'oasis                                | 楽園への道 Oashisu e no michi                                      | 15 août 2020          |
| [Chapitres 112-113-114-115] –     |                                                      |                                                                    |                       |
| 8                                 | Le Mal rôde                                          | 燃え潜む悪意 Moe hisomu akui                                       | 22 août 2020          |
| [Chapitres 116-117-118] –         |                                                      |                                                                    |                       |
| 9                                 | Cœur                                                 | 核心 Kakushin                                                      | 29 août 2020          |
| [Chapitres 119-120] –             |                                                      |                                                                    |                       |
| 10                                | La Dame en noir                                      | 黒の女 Kuro no Onna                                                | 5 septembre 2020      |
| [Chapitres 121-122-123] –         |                                                      |                                                                    |                       |
| 11                                | Antihéros                                            | ダークヒーロー Dākuhīrō                                            | 12 septembre 2020     |
| [Chapitres 123-124] –             |                                                      |                                                                    |                       |
| 12                                | L'Ombre née de la lumière divine                     | 神光が生む影 Shinkō ga umu kage                                    | 19 septembre 2020     |
| [Chapitres 125-126-127-128] –     |                                                      |                                                                    |                       |
| 13                                | Deux borgnes face à face                             | 対の赤眼 Tsui no sekigan                                           | 26 septembre 2020     |
| [Chapitres 129-130-131-132] –     |                                                      |                                                                    |                       |
| 14                                | Le Dieu de la mort                                   | 灰の死神 Hai no shinigami                                          | 3 octobre 2020        |
| [Chapitres 132-133-134-135] –     |                                                      |                                                                    |                       |
| 15                                | Affrontement à trois                                 | 三色混戦 Sanshoku Konsen                                           | 10 octobre 2020       |
| [Chapitres 135-136-137-138-139] – |                                                      |                                                                    |                       |
| 16                                | Explosion de sentiments                              | 爆発する心 Bakuhatsu suru kokoro                                   | 17 octobre 2020       |
| [Chapitres 140-141-142-143] –     |                                                      |                                                                    |                       |
| 17                                | Sois faible, petit !                                 | 少年よ、弱くあれ Shōnen yo, yowakuare                              | 24 octobre 2020       |
| [Chapitres 144-145-146-147] –     |                                                      |                                                                    |                       |
| 18                                | La Souffrance d'une sainte - Un homme appelé Assault | 聖女の苦悩 - 男、突撃 Seijo no Kunō - Otoko, Asaruto               | 31 octobre 2020       |
| [Chapitres 148-149-150-151] –     |                                                      |                                                                    |                       |
| 19                                | La Famille Oze                                       | 尾瀬一門 Oze ichimon                                               | 7 novembre 2020       |
| [Chapitres 152-153-154-155] –     |                                                      |                                                                    |                       |
| 20                                | Arme de destruction                                  | 破壊兵器 Hakai heiki                                               | 14 novembre 2020      |
| [Chapitres 155-156-157-158] –     |                                                      |                                                                    |                       |
| 21                                | Corps à corps                                        | 接敵 Setteki                                                       | 21 novembre 2020      |
| [Chapitres 159-160-161-162-163] – |                                                      |                                                                    |                       |
| 22                                | Situation désespérée                                 | 滅亡の企み Metsubō no takurami                                     | 28 novembre 2020      |
| [Chapitres 163-164-165-166-167] – |                                                      |                                                                    |                       |
| 23                                | Le Chat de feu                                       | 炎猫 Enbyō                                                         | 5 décembre 2020       |
| [Chapitres 167-168-169-170-171] – |                                                      |                                                                    |                       |
| 24                                | Les Signes d'un grand changement                     | 激動の兆し Gekidō no kizashi                                       | 12 décembre 2020      |
| [Chapitres 172-173-174] –         |                                                      |                                                                    |                       |

| Saison 3                              | Saison 3                                                            | Saison 3                                                      | Saison 3              |
| No                                    | Titre de l'épisode en français                                      | Titre original                                                | Date de 1re diffusion |
| ------------------------------------- | ------------------------------------------------------------------- | ------------------------------------------------------------- | --------------------- |
| 1                                     | Conviction                                                          | 不退転 Futantei                                               | 5 avril 2025          |
| [Chapitres filler-175-176-177-179] –  |                                                                     |                                                               |                       |
| 2                                     | Captif                                                              | 囚われの身 Toraware no mi                                     | 12 avril 2025         |
| [Chapitres 177-178-179-180] –         |                                                                     |                                                               |                       |
| 3                                     | L’Incarnation des flammes                                           | 炎の化身 Honō no keshin                                       | 19 avril 2025         |
| [Chapitres 181-182-183] –             |                                                                     |                                                               |                       |
| 4                                     | Le Secret de l’or                                                   | 黄金の秘密 Ōgon no himitsu                                    | 26 avril 2025         |
| [Chapitres 184-185-186-187] –         |                                                                     |                                                               |                       |
| 5                                     | Un Puissant adversaire                                              | 宿敵邂逅 Shūteki kaikō                                        | 3 mai 2025            |
| [Chapitres 186-187-188-189-190-191] – |                                                                     |                                                               |                       |
| 6                                     | Au Bout des prières                                                 | 祈りの果て Inori no hate                                      | 10 mai 2025           |
| [Chapitres 191-192-193-194-195] –     |                                                                     |                                                               |                       |
| 7                                     | La Vérité endormie                                                  | 眠る真実 Nemuru shinjitsu                                     | 17 mai 2025           |
| [Chapitres 196-197-198-199] –         |                                                                     |                                                               |                       |
| 8                                     | La Religieuse de l’ombre - La Grande aventure du roi des chevaliers | 闇の聖母 - 騎士王の大冒険 Yami no seibō - Kishi-ō no daibōken | 24 mai 2025           |
| [Chapitres 200-201-202] –             |                                                                     |                                                               |                       |
| 9                                     | La Résurrection de l’épée sacrée                                    | 聖剣再誕 Seiken saitan                                        | 31 mai 2025           |
| [Chapitres 203-204-205-206] –         |                                                                     |                                                               |                       |
| 10                                    | Apparition                                                          | 出現 Shutsugen                                                | 7 juin 2025           |
| [Chapitres 207-208-209-210] –         |                                                                     |                                                               |                       |
| 11                                    | Combat contre le monstre géant                                      | 大怪獣戦線 Daikaijū sensen                                    | 14 juin 2025          |
| [Chapitres 211-212-213-214] –         |                                                                     |                                                               |                       |
| 12                                    | La Folie du passé                                                   | 古の狂気 Inishie no kyōki                                     | 21 juin 2025          |
| [Chapitres 213-214-215-216] –         |                                                                     |                                                               |                       |
| 13                                    | Inconscience                                                        | 無自覚 Mujikaku                                               | janvier 2026          |
| –                                     |                                                                     |                                                               |                       |

#### Musiques
Pour la première saison, les chansons de l'opening et de l'ending de la première saison sont respectivement réalisées par le groupe Mrs. Green Apple et pr Keina Suda (ja), tandis que les chansons des seconds opening et ending sont respectivement produites par le groupe coldrain avec en featuring Ryo Kinoshita du groupe Crystal Lake et par le groupe Lenny code fiction (ja),.
La chanson du premier opening de la seconde saison est interprétée par Aimer, tandis que celle du premier ending est interprétée par le groupe Cider Girl (ja). Les groupes Kana-Boon (ja) et Pelican Fanclub (ja) ont respectivement produit les chansons utilisées pour les seconds opening et ending,.
Concernant la troisième saison, la chanson du premier opening est interprétée par le groupe Queen Bee  tandis que celle du premier ending est interprétée par le groupe Umeda Cypher (ja)
| Saison   | Début    | Début                                 | Début            | Fin      | Fin                                | Fin                     |
| Saison   | Épisodes | Titre                                 | Artiste(s)       | Épisodes | Titre                              | Artiste(s)              |
| -------- | -------- | ------------------------------------- | ---------------- | -------- | ---------------------------------- | ----------------------- |
| Saison 1 | 1 - 14   | Inferno (ja) (インフェルノ, Inferuno) | Mrs. Green Apple | 1 - 14   | veil                               | Keina Suda (ja)         |
| Saison 1 | 15 - 24  | MAYDAY feat. Ryo from CRYSTAL LAKE    | coldrain         | 15 - 24  | Nōnai (脳内)                       | Lenny code fiction (ja) |
| Saison 2 | 1 - 13   | SPARK-AGAIN                           | Aimer            | 1 - 13   | ID                                 | Cider Girl (ja)         |
| Saison 2 | 14 - 24  | Torch of Liberty (ja)                 | Kana-Boon (ja)   | 14 - 24  | Desire (ディザイア, Dizaia)        | Pelican Fanclub (ja)    |
| Saison 3 | 1 - 12   | High Flame (強火, Tsuyobi)            | Queen Bee        | 1 - 12   | Urusiren (ウルサイレン, Urusairen) | Umeda Cypher (ja)       |